# Johan Caballero
Johan Camilo Caballero Cristancho (Rionegro, Santander, Colombia, 15 de mayo de 1998) es un futbolista colombiano. Juega como mediocampista y actualmente milita en Águilas Doradas de la Categoría Primera A de Colombia.

## Trayectoria

### Inicios
Johan Caballero nació en Rionegro (Santander). Empezó a jugar en torneos aficionados con Cafeteros de Rionegro, Real Caracoli y Deportivo Rionegro.

### Atlético Bucaramanga
Su talento fue destacado en el Torneo de la Marte, lo cual le permitió que el Atlético Bucaramanga se interesara en él. En 2017 estuvo con el equipo sub-20. Fue observado por el director técnico Diego Cagna quien lo puso a debutar en el primer partido de la Categoría Primera A 2018 contra el Junior en Barranquilla.

En 2019 se gana un puesto en el equipo titular cumpliendo una destacada actuación y atrayendo el interés de equipo grandes del fútbol colombiano.
Dentro de su historia se destaca en sus inicios que trabajaba a orillas del río con el fin de recoger arena y así poder hacer fondos para viajar a los entrenamientos, aproximadamente tenía que salir a las cuatro de la mañana de su hogar.